# Мицкевич, Анна Юрьевна
А́нна Ю́рьевна Мицке́вич, урожденная Лёсик (бел. Ганна Юр’еўна Міцкевіч; 8 [20] сентября 1857, Миколаевщина, Минская губерния — 1929) — мать белорусского поэта и прозаика Якуба Коласа, сестра Иосифа, Антона и Марыли Лёсиковых. Прототип Ганны — главной героини автобиографической поэмы Якуба Коласа «Новая земля» и героинь ряда других произведений поэта.

## Биография
Родилась в семье Юрия и Кристины Лёсиковых в деревне Миколаевщина (Николаевщина). Будучи старшей дочерью в семье, заботилась о младших братьях и сестрах, в юности освоила ткачество.
В 1878 году вышла замуж за лесника Михаила Казимировича (Михася) Мицкевича. Родила тринадцать детей: Влада (1879—1954), Алеся (1880—1940), Кастуся (1882—1956), Михалину (1887— ?), Юзефа (1891—1964), Елену (1893—1964 ?), Иосифа (1895—1980), Михася (1897—1991), Марию (1897—1900 ?) (ещё четверо умерло во младенчестве).
После смерти мужа она переехала из Албути в Тёмные Ляди, где работал лесником её старший сын Влад Мицкевич, затем на Миколаевщину, где вместе с братом Антоном купила бывшую корчму, сгоревшую в 1909—1910 годы.
С 1910 года и до смерти Ганна Юрьевна жила на хуторе Смольня. Там же жили её брат Антон, дочери: Алёна, Михалина, Мария и сыновья: Иосиф, Михась и Влад. В 1967 году Смольня стала мемориальной усадьбой, а в 1972 в ней была открыт дом-музей Якуба Коласа.
Умерла в 1929 году. Похоронена рядом с мужем на кладбище Теребежи в Миколаевщине.